# Волтер Коннор
Коннор Волтер (нар. 20 травня, 1942) — американський політолог, соціолог, спеціалізація – порівняльна політологія, міжнародні відносини, радянологія та пострадянські дослідження.

## Біографія
Проф. ун-ту Бостона, член центру рос. і євраз. досліджень ім. Девіса Гарвард. ун-ту. Закінчив коледж Св. Хреста (бакалавр мистецтв, 1963), Принстон. ун-т (магістр мистецтв, 1966, д-р філос., 1969). Викл. каф. соціол. Мічиган. ун-ту (1968-1969), її доц. (1969-1973), асоц. голова (1973-1975), ст. наук. співроб. ун-ту Пенсильванії (1976-1979). Дир. радян. і Сх. Європ. досл. в Ін-ті зовн. служби Держ. деп-ту США (1976-1984), запрошений проф. соціології ун-ту Вірджинії (1981-1984), політ. науки Колумб. ун-ту (1989), зав. каф. політ. науки ун-ту Бостона (2007-2010). Консультант Фонду ім. Форда з іноз. питань (1969-1971), програми ім. Фулбрайта (199-2004), освітньої програми з націон. безпеки (2001-2004). Член групи з дослідження «визначальних чинників у радян. зовн. політиці» Ради із Зовнішніх відносин США (1979-1980), Ради із Світових справ Бостона (1990-1997). Ред. часописів «Soviet Sociology» (1970-1988), «Soviet Union/Union Sovietique» (1972-1979), «Studies in Comparative Communism» (1980-1989), «Eastern European Politics and Societies» (1986-1988), «American Sociological Review» (1987-1990). Нагороджений почесною похвальною відзнакою Держ. департ. США (1984), відзнакою Нац. ради з радян. і Сх. Європ. досл. (1986-1987, 1992-1993).

## Праці
- «Девіантність в радянському суспільстві: злочин, злочинність і алкоголізм» (1972),
- «Громадська думка в європейських соціалістичних системах» (1977),
- «Соціалізм, політика і рівність: ієрархія і зміни в Східній Європі і СРСР» (1979),
- «Дилеми соціалізму: держава і суспільство в радянському блоці» (1988),
- «Радянські соціальні проблеми»,
- «Несподіваний пролетаріат: робітники, політика та криза в горбачовській Росії» (1991),
- «Втеча із соціалізму: польський шлях» (1992),
- «Потріпані стяги: праця, конфлікт і корпоративізм в пострадянській Росії» (1996).
- Коннор Волтер Д. Политика в эпоху Горбачева: «принцип маятника» / Волтер Д. Коннор // СОЦИС. – 1992. – № 5. – С. 73-79;
- CAS/PO-IR 364 The Politics Of Post-Communist Russia / Walter D. Connor. – Boston University: Spring, 2005. – 2 р.;
- CAS IR/PO 375 Russian and postsoviet foreign relations / Walter D. Connor. – Boston University: Spring, 2010. – 2 р.;
- CAS PO/IR 363 Soviet Politics, 191791 / Walter D. Connor. – Boston University: Spring, 2010. – 2 р.;
- Kotkin S. Soviet Social Problems, ed. by Anthony Jones, Walter D. Connor, David E. Powell. – Boulder: Westview, 1991 / Review / Stephen Kotkin // Canadian American Slavic Studies. – P. 390-392.